# قلعه امامه
قلعه امامه یا قلعه مازیار ، مربوط به دوره مازیار طبرستان است و در شهرستان شمیرانات، بخش لواسانات، روستای امامه واقع شده و این اثر در تاریخ ۱۰ مهر ۱۳۸۰ با شمارهٔ ثبت ۳۹۷۲ به‌عنوان یکی از آثار ملی ایران به ثبت رسیده‌است.